# والاس إف. بينيت
والاس إف. بينيت (بالإنجليزية: Wallace F. Bennett) (و. 1898 – 1993 م) هو سياسي، وشخصية أعمال، وكاتب ترانيم أمريكي، ولد في سولت ليك سيتي، كان عضوًا في الحزب الجمهوري، توفي في سولت ليك سيتي، عن عمر يناهز 95 عاماً.

## مناصب
تولى منصب عضو مجلس الشيوخ الأمريكي ‏
.

## التعليم
تعلم في جامعة يوتا
.